# Probole insinuaria
Probole insinuaria är en fjärilsart som beskrevs av Achille Guenée 1858. Probole insinuaria ingår i släktet Probole och familjen mätare. Inga underarter finns listade i Catalogue of Life.